# Temptastic
Temptastic là mini album đầu tiên của nhóm nhạc nữ Hàn Quốc T-ARA. Album đánh dấu sự xuất hiện đầu tiên của thành viên thứ 7 của nhóm: Hwayoung và trưởng nhóm thứ hai là Boram.

## Lịch sử
Ngày 15 tháng 11 năm 2010: T-ARA thông báo sẽ phát hành mini album đầu tiên của họ.
Ngày 1 tháng 12 năm 2010: Temptastic được phát hành dưới dạng kỹ thuật số. Album vật lý ban đầu dự kiến phát hành vào cùng ngày nhưng đã bị trì hoãn đến ngày 3 tháng 12 do vụ pháo kích Yeonpyeong.

## Quảng bá
Để quảng bá cho album, T-ARA phát hành hai ca khúc chủ đề. Một trong những ca khúc chủ đề: Why Are You Being Like This được phát hành để tải về dưới dạng kỹ thuật số vào ngày 23. Mini album và MV đầy đủ của Ya Ya Ya được phát hành vào ngày 01 tháng 12 năm 2010. Ca khúc chủ đề "Ya Ya Ya" được sản xuất bởi E-Tribe và các bài hát khác trong album là sự góp của các nhà sản xuất Shinsadong Tiger, Kim Do Hoon, Lee Sang Ho, và Choi Gyu Sung.
T-ARA trở lại sân khấu trên Music Bank của đài KBS vào ngày 03 tháng 12 năm 2010.

## Danh sách bài hát
| STT              | Nhan đề                                  | Phổ lời                         | Phổ nhạc                        | Biên đạo                        | Thời lượng |
| ---------------- | ---------------------------------------- | ------------------------------- | ------------------------------- | ------------------------------- | ---------- |
| 1.               | "Ya Ya Ya" (야야야)                      | E-Tribe                         | E-Tribe                         | E-Tribe, Chang Jun Ho           | 03:28      |
| 2.               | "Why Are You Being Like This" (왜이러니) | Yangpa                          | Kim Do Hoon, Lee Sang Ho        | Lee Sang Ho                     | 03:59      |
| 3.               | "Ma Boo" (마부)                          | Kim Do Hoon, Rhymer             | Kim Do Hoon                     | Kim Do Hoon                     | 03:24      |
| 4.               | "I Don't Know" (몰라요)                  | Shinsadong Tiger, Choi Gyu Sung | Shinsadong Tiger, Choi Gyu Sung | Shinsadong Tiger, Choi Gyu Sung | 03:40      |
| 5.               | "It's Okay" (괜찮아요)                   | Choi Gyu Sung                   | Choi Gyu Sung                   | Choi Gyu Sung                   | 04:01      |
| 6.               | "Ya Ya Ya (Inst.)"                       | E-Tribe                         | E-Tribe                         | E-Tribe, Chang Jun Ho           | 03:26      |
| Tổng thời lượng: | Tổng thời lượng:                         | Tổng thời lượng:                | Tổng thời lượng:                | Tổng thời lượng:                | 21:58      |

## Xếp hạng
| Xếp hạng         | Vị trí cao nhất |
| ---------------- | --------------- |
| Gaon Album Chart | 2               |

## Doanh số bán hàng
| Xếp hạng                      | Số lượng           |
| ----------------------------- | ------------------ |
| Doanh số bán hàng vật lý Gaon | 37,544+ (còn tăng) |